# Valentin Otto (Politiker)
Johann Valentin Otto (* 11. April 1795 in Elpenrod; † 25. Dezember 1849 in Offenbach am Main) war ein hessischer Beamter und Politiker und Abgeordneter der 2. Kammer der Landstände des Großherzogtums Hessen.

## Leben
Valentin Otto  war der Sohn des Försters Johann Philipp Otto  und dessen Ehefrau Anna Gertraud, geborene Deibel. Otto, der evangelischen Glaubens war, heiratete in erster Ehe Sophie Friederike Christiane geborene Weih(e)meyer. In zweiter Ehe heiratete er am 11. Januar 1835 in Langen Johanette Henriette Karoline Louise geborene Dietz (1803–1859).
Er war bis 1819 Soldat (zuletzt Leutnant) und danach Beamter. 1828 war er Oberzollinspektor in Offenbach. 1817 bis 1819 war er Mitglied der Darmstädter Schwarzen.
Von 1841 bis 1849 gehörte er der Zweiten Kammer der Landstände an. Er wurde für den Wahlbezirk der Stadt Offenbach gewählt. 1848 war er Mitglied des Vorparlaments.